# Thibaw
Ne doit pas être confondu avec Thibaw Min.
Thibaw (birman သီပော္‌) ou Hsipaw, est une des 34 subdivisions de l'État Shan de Birmanie, la seconde pour la superficie avec 8 188 km². Elle se trouve à l'Ouest de l'état, en contact avec la Région de Mandalay. Sa capitale est la ville de Hsipaw depuis 1714.

## Géographie
Thibaw compte quatre subdivisions jadis gouvernées par le saopha (prince) de Hsipaw. Celle d'Hsipaw proprement dite occupe le centre. Au nord-ouest se trouve celle de Monglong, au sud-ouest celle de Hsum Hsai (Thonze) et au sud-est celle de Mongtung. Chacune de ces subdivisions était gouvernée par un Myosa (un prínce subalterne), charge qui était souvent attribuée aux héritiers du prince de Hsipaw.
La ville la plus importante est Hsipaw, située sur la route Mandalay-Lashio, à 200km au nord-est de Mandalay. La seconde est Baw Gyo, 10 km plus à l'ouest sur la même route. On y trouve un importante pagode des Shans.
La principale rivière est la Myitnge ou Nam Tu, qui sort des gorges de Gokteik et traverse Hsipaw.
Thibaw produit principalement du riz et du thé.
Sa population est majoritairement shans (65 %), avec des minorités birmanes, danu, katxin, palaung et taungthu.
Sa culture est d'origine thaï, fortement influencée par celle du royaume d'Ayutthaya, avec des éléments de la culture birmane de Mandalay.

## Population
| 1941 | 1952  | 1971  | 1983   | 1993   | 2002   | 2011   |  |
| ---- | ----- | ----- | ------ | ------ | ------ | ------ |  |
| 456  | 1 570 | 8 450 | 10 541 | 19 230 | 27 901 | 50 100 |  |

[réf. nécessaire]

## Histoire
La capitale de Thibaw était originellement On Baung. À partir des années 1450, elle fut un vasal fidèle du Royaume d'Ava (1364-1527). Après la chute de celui-ci devant les Shans, un prince d'On Baung, Sao Khun Mong (Hkonmaing), fut couronné roi d'Ava (1543-1546). Quelques décennies plus tard, le roi Bayinnaung, qui régnait à Pégou, envoya une armée contre On Baung, dont le prince, comme les autres princes shans, dut reconnaître sa souveraineté pour conserver son trône (1557). Les shans durent aussi céder une partie de leurs états, dont Mogok (riche en rubis), mais le prince d'On Baung obtint la confirmation de sa prééminence sur les autres princes shans.
La dynastie d'On Baung se maintint, payant tribut aux dynasties birmanes successives : Dynastie Taungû (1535-1752) puis Dynastie Konbaung (1752-1885). En 1714, sa capitale fut transférée à Hsipaw. Sao Kya Tung fut son saofa pour le roi de Birmanie Mindon Min, en récompense pour son aide contre Pagan Min. 
Sous le roi Thibaw Min (1878-1885), le 18e prince, Sao Hkun Saing, accusé du meurtre de deux domestiques, dut quitter le pays pour le Siam, puis pour Rangoun, où il fut mis en prison (1882). Libéré, il obtint des soldats du chef karen Salapaw pour reprendre Hsipaw, qu'il trouva en pleine anarchie ; après y avoir rétabli son pouvoir, il se rendit en mars 1886 à Mandalay, où il se soumit aux britanniques (qui venaient d'abattre la dynastie Konbaung et d'annexer la Haute-Birmanie). Ceux-ci le confirmèrent dans ses possessions. Grand protecteur des arts (notamment de la harpe Saung), il mourut le 8 mai 1902. Son successeur et fils Sao Hke reçut le titre de Sir ; il fut fameux pour sa générosité.
Son fils Sao On Kya abdiqua en 1959, lorsque Thibaw devint une des républiques de l'Union des États Shan intégrée au Myanmar.

### Princes de Hsipaw

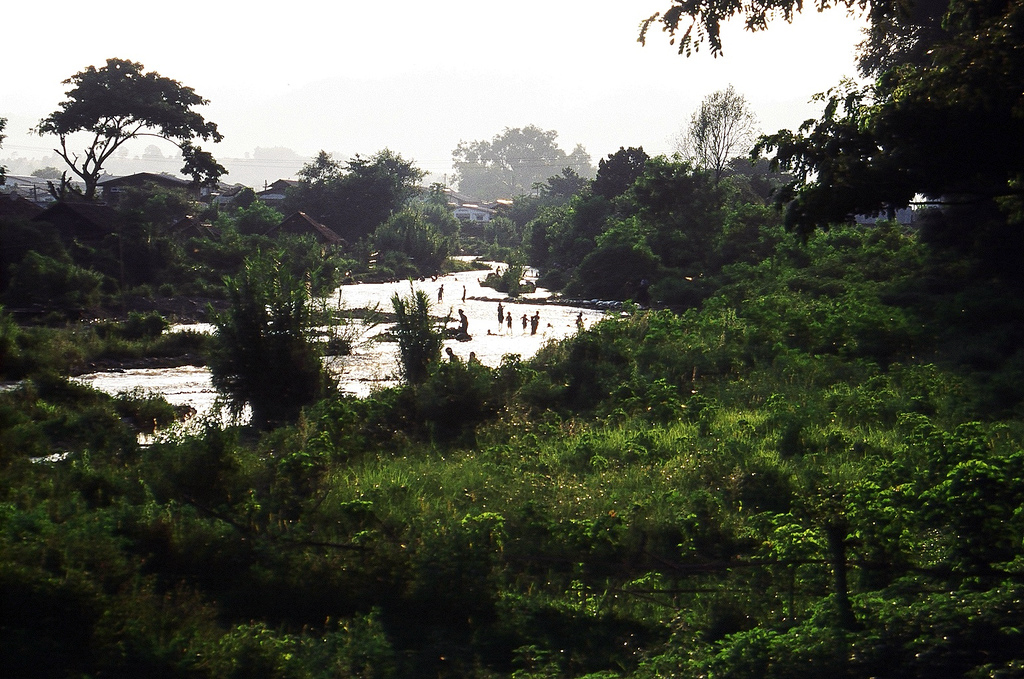
Une rivière à Thibaw (2006)

- Sao Hswe Kya 1788 - 1809
- Sao Hkun Hkwi 1809 - 1843
- Sao Hkun Paw 1843 - 1853
- Sao Kya Htun 1853 - 1866
- Sao Kya Hkeng 1866 - 1881
- aucun 1881- 1886
- Sao Hkun Saing 1886 - 1902
- (Sir) Sao Hke 1902 - 1928
- Sao On Kya 1928 - 1959
- Sao Kya Hseng 1959 – 1962